# Ucumasi
Ucumasi ist eine Ortschaft im Departamento Oruro im Hochland des südamerikanischen Anden-Staates Bolivien.

## Lage im Nahraum
Ucumasi ist zentraler Ort des Kanton Ucumasi im Municipio Salinas de Garcí Mendoza in der Provinz Ladislao Cabrera. Die Ortschaft liegt auf einer Höhe von 3762 m acht Kilometer südlich des Río Laca Jahuira, der vom Poopó-See in westlicher Richtung zum Salar de Coipasa fließt.

## Geographie
Ucumasi liegt auf dem bolivianischen Altiplano zwischen der Cordillera Occidental im Westen und der Cordillera Central im Osten.
Das Klima ist arid, der Jahresniederschlag beträgt nur 200 mm (siehe Klimadiagramm Salinas de Garcí Mendoza), bei einer ausgeprägten Trockenzeit von April bis November mit nur sporadischem Niederschlag; nur im Sommer von Dezember bis März fallen nennenswerte Niederschläge zwischen 20 und 70 mm im Monat. Die mittlere Durchschnittstemperatur der Region liegt bei etwa 4,5 °C und schwankt nur unwesentlich zwischen 0 °C im Juli und 7 °C im Januar. 

## Verkehrsnetz
Ucumasi liegt in einer Entfernung von 239 Straßenkilometern südwestlich von Oruro, der Hauptstadt des Departamento.
Von Oruro aus führt die Nationalstraße Ruta 1 nach Süden und erreicht nach 53 Kilometern die Stadt Poopó und nach weiteren 63 Kilometern die Ortschaft Challapata. Von hier aus führt die Ruta 30 weitere 30 Kilometer über Santiago de Huari nach Süden. Nach Überquerung eines Flusslaufs biegt eine unbefestigte Landstraße nach Südwesten ab und führt nach 19 Kilometern nach Santuario de Quillacas.
Die Straße führt weiter in südwestlicher Richtung über Bengal Vinto und Playa Verde nach Salinas de Garcí Mendoza und dem Salzsee Salar de Uyuni. In Playa Verde zweigt eine unscheinbare unbefestigte Nebenstraße in nördlicher Richtung ab, erreicht nach weiteren zehn Kilometern Aroma, und von dort führt eine Landstraße ebenfalls in nördlicher Richtung in das 25 Kilometer entfernte Ucumasi.

## Bevölkerung
Die Einwohnerzahl der Ortschaft ist im vergangenen Jahrzehnt drastisch zurückgegangen:
| Jahr | Einwohner         | Quelle       |
| ---- | ----------------- | ------------ |
| 1992 | keine Detaildaten | Volkszählung |
| 2001 | 252               | Volkszählung |
| 2012 | 133               | Volkszählung |
| 2024 |                   | Volkszählung |

Die Region weist einen hohen Anteil an Aymara-Bevölkerung auf, im Municipio Salinas de Garcí Mendoza sprechen 85,3 Prozent der Bevölkerung die Aymara-Sprache.